# Elecciones legislativas de Francia de 2017
Las elecciones legislativas de Francia de 2017 tuvieron lugar el 11 y 18 de junio para elegir a la decimocuarta Asamblea Nacional de la Quinta República, poco más de un mes después de las elecciones presidenciales francesas llevadas a cabo el 7 de mayo. Todos los 577 escaños de la asamblea, incluyendo los territorios y departamentos de ultramar, fueron asignados usando el sistema uninominal con balotaje.
Debido a que los resultados en las elecciones fueron lo más atípicos en la historia electoral moderna de Francia, en los cuales ninguno de los dos partidos tradicionales del país, el gaullista LR y el socialdemócrata Partido Socialista pasaron a segunda vuelta, los analistas observan en esta elección una de las más impredecibles y decisivas de la historia democrática del país. El vencedor de las presidenciales, el Socioliberal Emmanuel Macron, el presidente más joven de la historia de la república francesa, y su recién formado partido EM! junto con su principal aliado MoDem parten como favoritos en un clima político sumamente dividido ante el desplome de los partidos tradicionales y el amplio crecimiento en las urnas de los partidos "populistas" de extrema derecha FN y de extrema izquierda FI. Para los analistas, la aparente improbabilidad de Macron de ganar la mayoría absoluta es el principal obstáculo para determinar su gobierno podrá poner en práctica las políticas reformistas propuestas en su campaña presidencial.

## Antecedentes

Vencedor por departamento en la primera vuelta de la elección presidencial: Emmanuel Macron Marine Le Pen François Fillon Jean-Luc Mélenchon

La elección legislativa se llevó a cabo un mes después de la segunda vuelta de las elecciones presidenciales el 7 de mayo. En la primera vuelta el 23 de abril, Emmanuel Macron de En Marcha y Marine Le Pen del Frente Nacional (FN) avanzaron a la segunda vuelta después de lograr el primer y segundo lugar, respectivamente, y fueron seguidos de cerca por François Fillon de Los Republicanos (LR) y Jean-Luc Mélenchon de Francia Insumisa (FI), con Benoît Hamon del Partido Socialista (PS) en un distante quinto lugar. Posteriormente Macron ganó la segunda ronda.
Desde 2002, las elecciones presidenciales y legislativas se han producido en el mismo año para evitar el riesgo de cohabitación.
En la primera vuelta de la elección presidencial, Macron logró el primer lugar de la votación en 240 distritos electorales, contra 216 para Le Pen, de 67 para Mélenchon, 54 para Fillon, y 0 para Hamon.

## Sistema electoral
Los 577 miembros de la Asamblea Nacional son elegidos utilizando un sistema de dos vueltas en circunscripciones uninominales. Los candidatos para las elecciones legislativas tuvieron cinco días, del lunes 15 de mayo hasta las 18:00 del viernes 19 de mayo, para declarar y registrar su candidatura.
Para ser elegido en la primera ronda, se requiere que un candidato logre la mayoría absoluta de los votos emitidos (es decir, excluyendo los votos nulos y blancos) con el número de votos obtenidos equivalente a por lo menos un cuarto de los votantes registrados. Si ninguno de los candidatos cumple estas condiciones, se realiza una segunda vuelta en la que se permiten solamente los candidatos de primera ronda con el apoyo de al menos el 12,5% de los votantes registrados. En caso de que esta condición sea cumplida por ninguno o sólo uno de los candidatos, los dos candidatos con el mayor número de votos en la primera vuelta pueden continuar a la segunda vuelta. En la segunda ronda, el candidato con una mayoría relativa es elegido. De los 577 distritos electorales, 539 se encuentran en la Francia metropolitana, 27 se encuentran en los departamentos y territorios de ultramar y 11 son para los ciudadanos franceses residentes en el exterior.
La votación en la primera vuelta tiene lugar de 8:00 a 18:00 (hora local) del sábado 3 de junio en la Polinesia Francesa y en las misiones diplomáticas francesas en las Américas, y el domingo 4 de junio en las misiones diplomáticas francesas fuera de las Américas. La votación en los departamentos franceses de ultramar y los territorios en las Américas (es decir, Guayana Francesa, Guadalupe, Martinica, San Bartolomé, San Martín y San Pedro y Miquelón) se lleva a cabo de 8:00 a 18:00 (hora local) del sábado 10 de junio. La votación en la Francia metropolitana (así como los departamentos franceses de ultramar y territorios de Mayotte, Nueva Caledonia, Reunión y Wallis y Futuna) se lleva a cabo de 8:00 a 18:00 o 20:00 (hora local) del domingo 11 de junio.
La votación en la segunda ronda se lleva a cabo desde el sábado 17 de junio de 8:00 a 18:00 (hora local) en los departamentos franceses de ultramar y los territorios situados al este de la línea internacional y al oeste de la Francia metropolitana (es decir, la Guayana Francesa, Polinesia Francesa, Guadalupe, Martinica, San Bartolomé, San Martín y San Pedro y Miquelón), así como en las misiones diplomáticas francesas en las Américas. La votación en la Francia metropolitana (así como los departamentos franceses de ultramar y los territorios de Mayotte, Nueva Caledonia, La Reunión y Wallis y Futuna, y diplomáticos franceses fuera de las Américas) se lleva a cabo de 8:00 a 18:00 o 20:00 (hora local) el domingo 18 de junio.

## Principales contendientes

### Bloque presidencial centro-liberal (LREM, MoDem y aliados)
Durante la campaña presidencial de abril, el entonces candidato independiente escindido del Partido Socialista (PS) Emmanuel Macron, había asegurado a los medios públicos que en caso de no ganar las presidenciales se abstendría de participar como candidato en las subsecuentes elecciones legislativas, pero su partido ¡En Marcha! (EM!), fundado por él mismo un año antes participaría en las 577 circunscripciones. En aquel momento las encuestas le situaban en un empate técnico con la candidata de extrema derecha Marine Le Pen, mientras que los candidatos François Fillon y Jean-Luc Mélenchon mantenían fuertes expectativas para clasificar a la segunda vuelta presidencial.
Semanas antes, Macron había acordado con el líder tradicional del centrismo francés François Bayrou una alianza política con su partido el Movimiento Demócrata (MoDem), siendo el primer gran partido en anunciar oficialmente su respaldo a Macron, quien ya contaba sin embargo con el respaldo de numerosos dirigentes del PS, llamados "reformadores" por los analistas políticos, descontentos con la elección en primarias de Benoit Hamon como candidato de dicho partido, y quienes de hecho terminaron conformando la mayoría de la alta dirigencia de EM!. Muchos dirigentes del principal aliado de los socialistas, el Partido Radical de Izquierda (PRG) también pidieron a que éste cambiara su respaldo a Macron, mientras el principal aliado del conservador Los Republicanos (LR), la coalición de partidos Unión de Demócratas e Independientes (UDI) también tuvieron fuertes discusiones internas sobre apoyar o no a Macron, atraídos por la propuesta "ni de derecha ni de izquierda" de Macron, lo que resultó en que uno de sus partidos conformantes, la Alianza Centrista (AC) fuese excluida de la coalición por apoyar oficialmente la candidatura del exministro de economía. Otros partidos minoritarios también dispusieron de su respaldo a la candidatura de Macron como el Partido Ecologista (PE), el Movimiento de los Progresistas (MdP), Generación Ciudadana (GC), entre otros.
Tras ganar las elecciones presidenciales, Macron anunció su intención de ganar la mayoría absoluta en las legislativas previstas para el mes siguiente, siendo tal fin a juicio de los analistas políticos indispensable para llevar a la práctica su programa electoral de reformas económicas estructurales de índole liberal, pero para ese momento la mayoría de los analistas coincidían en calificar como improbable que EM! tuviese la capacidad para competir con la maquinaria electoral de los partidos tradicionales. Como primera medida de campaña Macron renunció a la presidencia de su partido y anunció que este cambiaria de nombre a La República en Marcha (abreviado por distintos medios de comunicación como REM, LREM o LRM).
Durante sus primeras semanas en la presidencia las principales dudas sobre el mandato de Macron giraban alrededor de su tren ministerial, cuyos nombres, incluido el de su primer ministro se mantuvieron en secreto hasta el momento de sus nombramientos, siendo una promesa del mandatario que su gobierno estaría conformado por personalidades de todas las tendencias políticas con paridad de sexos y amplia representación de la sociedad civil, lo que generó extensas especulaciones por parte de la prensa. Mientras tanto, Macron anunció que presentaría una lista de candidatos para las legislativas con paridad de sexo con una proporción de 50% de candidatos surgidos de la sociedad civil, bajo la promesa de que ningún candidato debía haber tenido más de tres mandatos en el parlamento ni denuncias de corrupción. Para cumplir con tales promesas LRM abrió un proceso nacional de inscripción de los aspirantes a candidatos presidida por el Secretario General del partido Richard Ferrand.
La primera lista oficial de candidatos de LRM presentada el 11 de mayo, una semana antes del cierre de las inscripciones, quedó compuesta por 230 candidatos, 214 de ellos mujeres y 52% de ellos sin previa experiencia política, resaltando candidatos como el ganador de la medalla Fields de matemáticas Cedric Villani, siendo otros de ellos empresarios, profesionales, intelectuales y líderes locales. La lista fue criticada por LR, para quienes la alta participación de ex-dirigentes socialistas convertía a LRM en un "reciclaje" del PS, pero aun así, Macron aseguraba que las 148 candidaturas restantes podían disponerse a dirigentes conservadores que se desadhirieran de sus partidos. Los principales aliados de LRM el MoDem se mostraron descontentos con la primera lista de candidaturas, pues, de acuerdo a lo declarado por Bayrou, durante los acuerdos para la formación de la alianza electoral en febrero, los candidatos de MoDem debían tener reservados 18% de las candidaturas de la coalición, mientras que la primera lista oficial solo incluía a 35 aspirantes de MoDem, mostrándose además descontentos por las numerosas nominaciones de exsocialistas. Tras abrirse negocioaciones de emergencia entre los partidos aliados, Bayrou finalmente se mostró satisfecho de anunciar que se habían acordado compromisos "sólidos y equilibrados" que garantizaban, a su juicio, una mayor pluralidad en la formación legislativa presidencial.
Macron finalmente nombró a un militante de LR, el moderado Edouard Philippe como su primer ministro, y días después conformó su tren de gobierno con miembros de 4 partidos (LRM, PS, LR y PRG) y varios independientes, entre ellos el también gaullista Bruno Le Maire como ministro de economía, en lo que fue interpretado como resultado del acercamiento del presidente con militantes y líderes de la centro-derecha, aunque todos los líderes de los grandes partidos tradicionales repudiaron la formación del gobierno de Macron ratificando sus intenciones que vencer a su partido en las parlamentarias.
Por su parte elex primer ministro socialista y ex-precandiato presidencial Manuel Valls, último de los líderes socialistas en respaldar a su ex-subalterno Macron en su candidatura presidencial, había anunciado su intención de sumarse a la coalición presidencial, declarando que su partido "estaba muerto" por sus pésimos resultados electorales en la primera vuelta presidencial, lo que le valió el repudio de los líderes del PS. La comisión electoral de LRM decidió que no podía nominar a Valls como su candidato oficial para su circuito, dado que incumplía con el requisito de ocupar no más de tres periodos legislativos en la asamblea, pero finalmente decidieron no presentar ningún candidato oficial a su circuito a fin de mostrarle su respaldo indirecto por lo que Valls aceptó presentarse como independiente. Esto se transformó en una tenencia oficial de la campaña de Macron, pues en su lista final de candidaturas presentadas el 17 de mayo LRM se abstuvo de nominar candidatos en 55 circuitos en los cuales los candidatos de los partidos tradicionales se habían comprometido de manera personal a, en caso de ser electos, sumarse a la "Mayoría presidencial" en la asamblea.

### Centro-derecha (LR, UDI y aliados)
Para muchos analistas, el principal partido histórico de centro-derecha, el gaullista Los Republicanos (LR), antes UMP, demostró desde sus elecciones primarias presidenciales de 2016 estar dividido en dos grandes corrientes: Los moderados liderados por elex primer ministro Alain Juppé, y los ultraconservadores tradicionalmente liderados por el expresidente Nicolas Sarkozy, pero que tras los resultados de las primarias quedaron liderados por el candidato oficial del partido yex primer ministro François Fillon. Estas divisiones se vieron asentuadas durante la campaña presidencial de 2017, donde el escándalo por las denuncias de corrupción sobre Fillon provocaron su declive en las encuestas, lo que finalmente desembocó en que el gaullismo por primera vez en su historia no clasificara a la segunda vuelta presidencial.
Tras la derrota de Fillon en las presidenciales, la dirección de LR eligieron como jefe de campaña para las legislativas al exministro de economía y presidente de la asociación de alcaldes de Francia François Baroin, quien tras la victoria de Macron en la segunda vuelta presidencial anunció que prepararía un plan para que su partido liderara a la oposición en las legislativas, aspirando de manera explícita a convertirse en primer ministro bajo un esquema de cohabitación, al tiempo que criticó los posibles acercamientos de altos líderes de su partido como Bruno Le Maire con el partido presidencial.
Para los analistas, el nombramiento del republicano Edouard Philippe como primer ministro de Macron representó un punto de inflexión para el partido, cuyos altos dirigentes como Baroin, Sarkozy, Juppé y su secretario general Bernard Accoyer repudiaron fuertemente al considerar un intento del presidente por dividir sus filas y "dinamitar a la derecha", todos ellos reafirmando que su partido debía obtener la mayoría legislativa para recomponer el gobierno nacional.
El partido publicó su plan legislativo y de gobierno oficial el 10 de mayo, en lo que fue entendido por los analistas como un plan que rompía con el plan ultraconservador de la campaña de Fillon por uno más moderado, amparados por una alianza electoral liderada por la coalición centrista Unión de los Demócratas e Independientes (UDI), quienes según el pacto de la alianza les correspondían 96 candidaturas de la coalición, junto a otros partidos minoritarios de centroderecha como el PCD, cuyos curules le correspondían por la participación de su presidente Jean-Frédéric Poisson en las primarias de LR, el CNIP y el CNPT, entre otros partidos minoritarios y regionales. Baroin dio comienzo a la campaña de LR y sus aliados el 20 de mayo bajo lo que denominaron "la madre de las batallas" para conseguir la mayoría parlamentaria que les permitiese conseguir la cohabitación siendo el único partido con posibilidades reales de competir con LREM por la mayoría en la cámara baja según las encuestas.

## Candidaturas notorias por circunscripción
| Circunscripción                        | Nombre | Nombre                      | Partido | Notas | Ganador | Ganador                 | Partido |
| -------------------------------------- | ------ | --------------------------- | ------- | --- | ------- | ----------------------- | ------- |
| 2.ª de Alpes-de-Haute-Provence         |        | Christophe Castaner         | LRM     | Titular (antes por el PS). Portavoz del Gobierno y secretario de Estado a cargo de las Relaciones con el Parlamento.                                                    |         | Christophe Castaner     | LRM     |
| 3.ª de Bouches-du-Rhône                |        | Stéphane Ravier             | FN      | Senador y alcalde del VII° sector de Marsella. |         | Alexandra Louis         | LRM     |
| 3.ª de Bouches-du-Rhône                |        | Sarah Soilihi*              | FI      | Campeona mundial de Kick boxing. |         | Alexandra Louis         | LRM     |
| 4.ª de Bouches-du-Rhône                |        | Corinne Versini             | LRM     | CEO de Genes'ink |         | Jean-Luc Mélenchon      | FI      |
| 4.ª de Bouches-du-Rhône                |        | Patrick Mennucci*           | PS      | Titular. Exalcalde del 1.er sector de Marcella. |         | Jean-Luc Mélenchon      | FI      |
| 4.ª de Bouches-du-Rhône                |        | Jean-Luc Mélenchon          | FI      | Excandidato presidencial. Fundador y líder de la FI. |         | Jean-Luc Mélenchon      | FI      |
| 12.ª de Bouches-du-Rhône               |        | Jean-Lin Lacapelle*         | FN      | Secretario general adjunto del FN. |         | Eric Diard              | LR      |
| 2.ª de Calvados                        |        | Eric Halphen                | LRM     | Juez anticorrupción. |         | Laurence Dumont         | PS      |
| 2.ª de Calvados                        |        | Laurence Dumont             | PS      | Vicepresidenta primera de la Asamblea Nacional |         | Laurence Dumont         | PS      |
| 2.ª de Calvados                        |        | Étienne Brasselet*          | FI      | Asesor legal de la CGT. |         | Laurence Dumont         | PS      |
| 1.ª de Charente                        |        | Thomas Mesnier              | LRM     | Médico urgentitsta. |         | Thomas Mesnier          | LRM     |
| 1.ª de Charente                        |        | Martine Pinville*           | PS      | Ex secretaria de Estado a cargo de Comercio, Artesanía, Consumo y Economía Social y Solidaria.                                                                          |         | Thomas Mesnier          | LRM     |
| 2.ª de Deux-Sèvres                     |        | Delphine Batho              | PS      | Titular. Exministra de Ecología y Desarrollo Sostenible. |         | Delphine Batho          | PS      |
| 1.ª de Essonne                         |        | Manuel Valls                | DVG     | Titular. Ex primer ministro. Disidente del PS, apoyado por LRM. |         | Manuel Valls            | DVG     |
| 5.ª de Essonne                         |        | Cédric Villani              | LRM     | Matemático ganador del Fields 2010. |         | Cédric Villani          | LRM     |
| 5.ª de Essonne                         |        | Laure Darcos                | LR      | Esposa del exministro y académico Xavier Darcos. |         | Cédric Villani          | LRM     |
| 5.ª de Essonne                         |        | Sylvère Cala*               | FI      | Académico y sindicalista. |         | Cédric Villani          | LRM     |
| 6.ª de Essonne                         |        | François Lamy*              | PS      | Titular. Exministro de Hacienda. |         | Amélie de Montchalin    | LRM     |
| 8.ª de Essonne                         |        | Antoine Pavamani            | LRM     | Exjefe del gabinete legislativo del PS. |         | Nicolas Dupont-Aignan   | DLF     |
| 8.ª de Essonne                         |        | Nicolas Dupont-Aignan       | DLF     | Titular. Líder y fundador de DLF. |         | Nicolas Dupont-Aignan   | DLF     |
| 1.ª de Eure                            |        | Bruno Le Maire              | DVD     | Titular. Ministro de Economía. Disidente de LR. Apoyado por LRM. |         | Bruno Le Maire          | DVD     |
| 1.ª de Eure                            |        | Coumba Dioukhané*           | LR      | Secretaria adjunta de Educación de la alcaldía de Évreux. |         | Bruno Le Maire          | DVD     |
| 1.ª de Eure                            |        | Fabienne Delacour           | FN      | Consejero regional. |         | Bruno Le Maire          | DVD     |
| 1.ª de Finistère                       |        | Annaïg Le Meur              | LRM     | Fisioterapeuta. |         | Annaïg Le Meur          | LRM     |
| 1.ª de Finistère                       |        | Jean-Jacques Urvoas         | PS      | Titular. Exministro de Justicia. |         | Annaïg Le Meur          | LRM     |
| 6.ª de Finistère                       |        | Richard Ferrand             | LRM     | Titular (antes por el PS). Ministro de Cohesión Territorial. Secretario general de LRM.                                                                                 |         | Richard Ferrand         | LRM     |
| 6.ª de Finistère                       |        | Christian Troadec           | MBP     | Líder regionalista. |         | Richard Ferrand         | LRM     |
| 2.ª de Gard                            |        | Marie Sara                  | MoDem   | Torera y criadora. |         | Gilbert Collard         | FN      |
| 2.ª de Gard                            |        | Pascale Mourrut*            | LR      | Hija del exalcalde de Le Grau-du-Roi. |         | Gilbert Collard         | FN      |
| 2.ª de Gard                            |        | Gilbert Collard             | FN      | Titular. |         | Gilbert Collard         | FN      |
| 2.ª de Gard                            |        | Danielle Floutier*          | FI      | Periodista y comentarista política. |         | Gilbert Collard         | FN      |
| 8.ª de Hauts-de-Seine                  |        | Jacques Maire               | LRM     | Diplomático. |         | Jacques Maire           | LRM     |
| 8.ª de Hauts-de-Seine                  |        | Gilles Boyer                | LR      | Exdirector de campaña de Alain Juppé. |         | Jacques Maire           | LRM     |
| 9.ª de Hauts-de-Seine                  |        | Thierry Solère              | LR      | Titular. Consejero regional de Île-de-France. Líder del grupo "constructivo" de LR.                                                                                     |         | Thierry Solère          | LR      |
| 9.ª de Haute-Garonne                   |        | Sandrine Mörch              | LRM     | Periodista y cineasta. |         | Sandrine Mörch          | LRM     |
| 9.ª de Haute-Garonne                   |        | Christophe Borgel*          | PS      | Titular. |         | Sandrine Mörch          | LRM     |
| 9.ª de Haute-Garonne                   |        | Manuel Bompard              | FI      | Secretario general del PG. |         | Sandrine Mörch          | LRM     |
| 10.ª de Haute-Garonne                  |        | Sébastien Nadot             | MdP     | Escritor e historiador. Apoyado por LRM. |         | Sébastien Nadot         | MdP     |
| 10.ª de Haute-Garonne                  |        | Kader Arif*                 | PS      | Titular. Ex secretario de Estado para los Antiguos Combatientes y la Memoria.                                                                                           |         | Sébastien Nadot         | MdP     |
| 1.ª de Hautes-Pyrénées                 |        | Jean-Bernard Sempastous     | LRM     | Alcalde de Bagnères-de-Bigorre |         | Jean-Bernard Sempastous | LRM     |
| 1.ª de Hautes-Pyrénées                 |        | Jean Glavany*               | PS      | Exministro de Agricultura y Pesca. |         | Jean-Bernard Sempastous | LRM     |
| 3.ª de Indre-et-Loire                  |        | Marisol Touraine            | PS      | Exministra de Asuntos Sociales y Salud. Oficialmente apoyada por el PS pero también apoyada por LRM.                                                                    |         | Sophie Auconie          | UDI     |
| 3.ª de Indre-et-Loire                  |        | Sophie Auconie              | UDI     | Eurodiputada. Apoyada por LR. |         | Sophie Auconie          | UDI     |
| 1.ª de Landes                          |        | Geneviève Darrieussecq      | MoDem   | Médica. Alcaldesa de Mont-de-Marsan. Apoyada por LRM. |         | Geneviève Darrieussecq  | MoDem   |
| 1.ª de Loir-et-Cher                    |        | Marc Fesneau                | MoDem   | Alcalde de Marchenoir. Secretario general de MoDem. Apoyado por LRM. |         | Marc Fesneau            | MoDem   |
| 1.ª de Loir-et-Cher                    |        | Rama Yade*                  | LFQO    | Líder y fundadora de LFQO. |         | Marc Fesneau            | MoDem   |
| 1.ª de Loire-Atlantique                |        | François de Rugy            | PE      | Titular. Presidente del PE. Apoyado por LRM. |         | François de Rugy        | PE      |
| 1.ª de Loire-Atlantique                |        | Julien Bainvel              | LR      | Consejero municipal de Nantes. |         | François de Rugy        | PE      |
| 2.ª de Lot-et-Garonne                  |        | Alexandre Freschi           | LRM     | Alcalde de Castelnau-sur-Gupie. |         | Alexandre Freschi       | LRM     |
| 2.ª de Lot-et-Garonne                  |        | Matthias Fekl*              | PS      | Titular. Exministro del interior. |         | Alexandre Freschi       | LRM     |
| 5.ª del Marne                          |        | Catherine Vautrin           | LR      | TItular. Vicepresidenta quinta de la Asamblea Nacional. Exministra de Cohesión Social y ex secretaria de Estado para Personas Mayores y para Igualdad de Oportunidades. |         | Aina Kuric              | LRM     |
| 3.ª de Meurthe-et-Moselle              |        | Xavier Paluszkiewicz        | LRM     | Alcalde de Villers-la-Montagne. |         | Xavier Paluszkiewicz    | LRM     |
| 3.ª de Meurthe-et-Moselle              |        | Christian Eckert *          | PS      | Titular. Ex secretario de Estado a cargo del Presupuesto y Cuentas Públicas.                                                                                            |         | Xavier Paluszkiewicz    | LRM     |
| 1.ª de Moselle                         |        | Aurélie Filippetti*         | PS      | Titular. Exministra de Cultura y Comunicación. |         | Belkhir Belhaddad       | LRM     |
| 6.ª de Moselle                         |        | Christophe Arend            | LRM     | Dentista. |         | Christophe Arend        | LRM     |
| 6.ª de Moselle                         |        | Florian Philippot           | FN      | Vicepresidente del FN. Fundador de "Los Patriotas", asociación interna del FN.                                                                                          |         | Christophe Arend        | LRM     |
| 2.ª de París                           |        | Gilles Le Gendre            | LRM     | Empresario y periodista. |         | Gilles Le Gendre        | LRM     |
| 2.ª de París                           |        | Nathalie Kosciusko-Morizet  | LR      | Titular. Exministra de Ecología, Desarrollo Sostenible, Transporte y Vivienda.                                                                                          |         | Gilles Le Gendre        | LRM     |
| 2.ª de París                           |        | Henri Guaino*               | DVD     | Disidente de LR, oficialmente no apoyado por ninguna coalición. |         | Gilles Le Gendre        | LRM     |
| 3.ª de París                           |        | Stanislas Guérini           | LRM     | Vocero de campaña de LRM. |         | Stanislas Guérini       | LRM     |
| 3.ª de París                           |        | Valérie Nahmias             | UDI     | Apoyada por LR. |         | Stanislas Guérini       | LRM     |
| 6.ª de París                           |        | Pierre Person               | LRM     | Consejero político de LRM. |         | Pierre Person           | LRM     |
| 6.ª de París                           |        | Cécile Duflot*              | EELV    | Titular. Exministra de Vivienda e Innovación. Apoyada por el PS. |         | Pierre Person           | LRM     |
| 6.ª de París                           |        | Danielle Simonnet           | FI      | Consejera municipal de París y Coordinadora general del PG. |         | Pierre Person           | LRM     |
| 11.ª de París                          |        | Marielle de Sarnez          | MoDem   | Ministra de Asuntos Europeos. Apoyada por LRM. |         | Marielle de Sarnez      | MoDem   |
| 11.ª de París                          |        | Pascal Cherki*              | PS      | Titular. |         | Marielle de Sarnez      | MoDem   |
| 11.ª de París                          |        | Francis Szpiner             | LR      | Consultor nacional de LR. |         | Marielle de Sarnez      | MoDem   |
| 14.ª de París                          |        | Valérie Bougault-Delage     | LRM     | Locutora e ingeniera en telecomunicaciones. |         | Claude Goasguen         | LR      |
| 14.ª de París                          |        | Claude Goasguen             | LR      | Titular. |         | Claude Goasguen         | LR      |
| 16.ª de París                          |        | Mounir Mahjoubi             | LRM     | Secretario de Estado a cargo de Temas Informáticos. Expresidente del CNNum.                                                                                             |         | Mounir Mahjoubi         | LRM     |
| 16.ª de París                          |        | Jean-Christophe Cambadélis* | PS      | Titular. Secretario general del PS. |         | Mounir Mahjoubi         | LRM     |
| 18.ª de París                          |        | Myriam El Khomri            | PS      | Exministra de Trabajo, Empleo, Formación Vocacional y Diálogo Social. Oficialmente apoyada por el PS pero también apoyada por LRM.                                      |         | Pierre-Yves Bournazel   | LR      |
| 18.ª de París                          |        | Pierre-Yves Bournazel       | LR      | Exconsejero nacional de París. |         | Pierre-Yves Bournazel   | LR      |
| 18.ª de París                          |        | Paul Vannier*               | FI      | Secretario general de Educación del PG. |         | Pierre-Yves Bournazel   | LR      |
| 11.ª de Pas-de-Calais                  |        | Anne Roquet                 | LRM     | Empresaria crediticia. |         | Marine Le Pen           | FN      |
| 11.ª de Pas-de-Calais                  |        | Marine Le Pen               | FN      | Eurodiputada. Excandidata presidencial. Presidenta y líder del FN. |         | Marine Le Pen           | FN      |
| 3.ª de Puy-de-Dôme                     |        | Laurence Vichnievsky        | MoDem   | Jueza de la corte de apelación. Apoyada por LRM. |         | Laurence Vichnievsky    | MoDem   |
| 3.ª de Puy-de-Dôme                     |        | Nicolas Bonnet*             | EELV    | Apoyado por el PS. |         | Laurence Vichnievsky    | MoDem   |
| 3.ª de Puy-de-Dôme                     |        | Louis Giscard D'estaing     | UDI     | Alcalde de Chamalières. Apoyado por LR. |         | Laurence Vichnievsky    | MoDem   |
| 4.ª de Puy-de-Dôme                     |        | André Chassaigne            | PCF     | Titular. Portavoz del grupo parlamentario del PCF. |         | André Chassaigne        | PCF     |
| 4.ª de Pyrénées-Atlantiques            |        | Loïc Corrégé                | LRM     | Militar retirado. |         | Jean Lassalle           | R!      |
| 4.ª de Pyrénées-Atlantiques            |        | Bernard Uthurry*            | PS      | Exalcalde de Oloron. |         | Jean Lassalle           | R!      |
| 4.ª de Pyrénées-Atlantiques            |        | Jean Lassalle               | R!      | Titular (antes por MoDem). Excandidato presidencial. Líder y fundador de R!.                                                                                            |         | Jean Lassalle           | R!      |
| 2.ª de Pyrénées-Orientales             |        | Christine Espert            | MoDem   | Presidenta regional de MoDem |         | Louis Aliot             | FN      |
| 2.ª de Pyrénées-Orientales             |        | Fernand Siré*               | LR      | Titular. |         | Louis Aliot             | FN      |
| 2.ª de Pyrénées-Orientales             |        | Louis Aliot                 | FN      | Abogado. Pareja de Marine Le Pen. |         | Louis Aliot             | FN      |
| 3.ª de Pyrénées-Orientales             |        | Ségolène Neuville*          | PS      | Ex secretaria de Estado a cargo de Personas Discapacitadas y Lucha contra la Exclusión.                                                                                 |         | Laurence Gayte          | LRM     |
| 1.ª de Réunion                         |        | Ericka Bareigts             | PS      | Exministra de Ultramar. |         | Ericka Bareigts         | PS      |
| 6.ª del Rhône                          |        | Bruno Bonnell               | LRM     | Empresario tecnológico. |         | Bruno Bonnell           | LRM     |
| 6.ª del Rhône                          |        | Najat Vallaud-Belkacem      | PS      | Exministra de Educación Nacional, Educación Superior y Desarrollo. |         | Bruno Bonnell           | LRM     |
| 1.ª de San Pedro y Miquelón            |        | Annick Girardin             | PRG     | Ministra de Ultramar. Apoyada por LRM. |         | Annick Girardin         | PRG     |
| 5.ª de Saône-et-Loire                  |        | Christophe Sirugue*         | PS      | Ex secretario de Estado a cargo de Informativa e Innovación. |         | Raphaël Gauvain         | LRM     |
| 4.ª de Sarthe                          |        | Stéphane Le Foll            | PS      | Exministro de Agricultura, Agroalimentación y Forestación. Oficialmente apoyado por el PS pero también apoyado por LRM.                                                 |         | Stéphane Le Foll        | PS      |
| 4.ª de Sarthe                          |        | Emmanuel Franco             | LR      | Alcalde de Étival-lès-le-Mans. |         | Stéphane Le Foll        | PS      |
| 4.ª de Seine-et-Marne                  |        | Christian Jacob             | LR      | Titular. Portavoz del grupo parlamentario de LR. Alcalde de Provins. Exministro de la Función Pública.                                                                  |         | Christian Jacob         | LR      |
| 8.ª de Seine-et-Marne                  |        | Jean-Michel Fauvergue       | LRM     | Exjefe de la RAID. |         | Jean-Michel Fauvergue   | LRM     |
| 8.ª de Seine-et-Marne                  |        | Chantal Brunel              | LR      | Alcaldesa de Bussy-Saint-Georges. |         | Jean-Michel Fauvergue   | LRM     |
| 10.ª de Seine-et-Marne                 |        | Stéphanie Do                | LRM     | Exfuncionaria del Ministerio de Economía. Graduada del ENA en gestión pública.                                                                                          |         | Stéphanie Do            | LRM     |
| 10.ª de Seine-et-Marne                 |        | Juliette Méadel*            | PS      | Ex secretaria de Estado a cargo de Auxilio a Víctimas. |         | Stéphanie Do            | LRM     |
| 10.ª de Seine-et-Marne                 |        | Maxime Laisney              | FI      | Educador. |         | Stéphanie Do            | LRM     |
| 11.ª de Seine-et-Marne                 |        | Olivier Faure               | PS      | Portavoz del grupo parlamentario del PS. |         | Olivier Faure           | PS      |
| 6.ª de Seine-Maritime                  |        | Marie Le Vern*              | PS      | Titular. |         | Sébastien Jumel         | PCF     |
| 6.ª de Seine-Maritime                  |        | Nicolas Bay*                | FN      | Eurodiputado. Secretario general del FN. |         | Sébastien Jumel         | PCF     |
| 6.ª de Seine-Maritime                  |        | Sébastien Jumel             | PCF     | Alcalde de Dieppe. |         | Sébastien Jumel         | PCF     |
| 9.ª de Seine-Maritime                  |        | Estelle Grelier*            | PS      | Ex secretaria de Estado a cargo de Colectividades Territoriales. |         | Stéphanie Kerbarh       | LRM     |
| 9.ª de Seine-Maritime                  |        | Geneviève Salvisberg        | FN      | Consejera municipal de Fécamp. |         | Stéphanie Kerbarh       | LRM     |
| 3.ª de Seine-Saint-Denis               |        | Patrice Anato               | LRM     | Abogado y empresario. |         | Patrice Anato           | LRM     |
| 3.ª de Seine-Saint-Denis               |        | Emmanuelle Cosse*           | PRG     | Exministra de Vivienda y Sostenibilidad Habitacional (antes por el PE). Apoyada por el PS.                                                                              |         | Patrice Anato           | LRM     |
| 4.ª de Seine-Saint-Denis               |        | Marie-George Buffet         | PCF     | Titular. Exministra de Juventud y Deportes. |         | Marie-George Buffet     | PCF     |
| 5.ª de Seine-Saint-Denis               |        | Malika Maalem-Chibane       | MoDem   | Apoyada por LRM. |         | Jean-Christophe Lagarde | UDI     |
| 5.ª de Seine-Saint-Denis               |        | Jean-Christophe Lagarde     | UDI     | Titular. Presidente de la UDI. Apoyado por LR. |         | Jean-Christophe Lagarde | UDI     |
| 6.ª de Seine-Saint-Denis               |        | Elisabeth Guigou*           | PS      | Titular. Presidenta de la Comisión de Asuntos Exteriores de la Asamblea Nacional. Exministra de Justicia, de Asuntos Sociales y de Asuntos Europeos.                    |         | Bastien Lachaud         | FI      |
| 6.ª de Seine-Saint-Denis               |        | Bastien Lachaud             | FI      | Director de la campaña legislativa de la FI. |         | Bastien Lachaud         | FI      |
| 7.ª de Seine-Saint-Denis               |        | Menhoudj Halima             | LRM     | Alcaldesa adjunta de Montreuil (antes por el PS). |         | Alexis Corbière         | FI      |
| 7.ª de Seine-Saint-Denis               |        | Razzy Hammadi*              | PS      | Titular. |         | Alexis Corbière         | FI      |
| 7.ª de Seine-Saint-Denis               |        | Alexis Corbière             | FI      | Secretario nacional del PG. |         | Alexis Corbière         | FI      |
| 12.ª de Seine-Saint-Denis              |        | Stéphane Testé              | LRM     | Alcalde adjunto de Clichy-sous-Bois (antes por el PS). |         | Stéphane Testé          | LRM     |
| 12.ª de Seine-Saint-Denis              |        | Ludovic Toro                | UDI     | Alcalde de Coubron y presidente de la asociación de alcaldes de la UDI. Apoyado por LR.                                                                                 |         | Stéphane Testé          | LRM     |
| 12.ª de Seine-Saint-Denis              |        | Juan Branco*                | FI      | Abogado defensor de Wikileaks. |         | Stéphane Testé          | LRM     |
| 1.ª del Somme                          |        | Nicolas Dumont              | LRM     | Alcalde de Abbeville (antes por el PS). |         | François Ruffin         | DVG     |
| 1.ª del Somme                          |        | Pascale Boistard*           | PS      | Ex secretaria de Estado a cargo de Personas de Tercera Edad y Autonomía.                                                                                                |         | François Ruffin         | DVG     |
| 1.ª del Somme                          |        | Franck de Lapersonne*       | FN      | Actor. |         | François Ruffin         | DVG     |
| 1.ª del Somme                          |        | François Ruffin             | DVG     | Periodista y cineasta, apoyado por la FI. |         | François Ruffin         | DVG     |
| 2.ª del Somme                          |        | Barbara Pompili             | PE      | Exsecretaria de Estrado de Biodiversidad. Apoyada por LRM. |         | Barbara Pompili         | PE      |
| 1.ª de Tarn                            |        | Philippe Folliot            | AC      | Presidente de la AC (recientemente excluida de la UDI). Apoyado por LRM.                                                                                                |         | Philippe Folliot        | AC      |
| 1.ª de Tarn                            |        | Frédéric Cabrolier          | FN      | Consejero regional por Midi-Pyrénées. |         | Philippe Folliot        | AC      |
| 2.ª de Tarn-et-Garonne                 |        | Sylvia Pinel                | PRG     | Exministra de Artesanía, Comercio y Turismo. Presidenta del PRG. Oficialmente apoyada por el PS pero también apoyada por LRM.                                           |         | Sylvia Pinel            | PRG     |
| 2.ª de Tarn-et-Garonne                 |        | Romain López                | FN      | Asistente parlamentario de Marine Le Pen. |         | Sylvia Pinel            | PRG     |
| 1.ª de Territoire de Belfort           |        | Bastien Faudot*             | MCR     | Apoyado por el PS. |         | Ian Boucard             | LR      |
| 10.ª de Yvelines                       |        | Aurore Bergé                | LRM     | Consejera municipal de Magny-les-Hameaux (antes por LR) |         | Aurore Bergé            | LRM     |
| 10.ª de Yvelines                       |        | Jean-Frédéric Poisson       | PCD     | Titular. Presidente del PCD. Apoyado por LR. |         | Aurore Bergé            | LRM     |
| 11.ª de Yvelines                       |        | Benoît Hamon*               | PS      | Titular. Excandidato presidencial. |         | Nadia Haï               | LRM     |
| 11.ª de Yvelines                       |        | Jean-Michel Fourgous        | LR      | Exdiputado por la circunscripción. |         | Nadia Haï               | LRM     |
| 3.ª del extranjero                     |        | Axelle Lemaire              | PS      | Titular. Ex secretaria de Estado a cargo de Informativa e Innovación.                                                                                                   |         | Alexandre Holroyd       | LRM     |
| * No clasificados a la segunda vuelta. |        |                             |         | |         |                         |         |

## Encuestas de opinión

### Sumario gráfico
El promedio de votación mostrado abajo muestra los porcentajes de votos en la primera vuelta.

### Primera vuelta
| Fuente                                                             | Fecha                         | Tamaño muestral | LO    | NPA                  | FI        | PG        | PCF       | ECO   | EELV | PS    | PRG  | DVG  | REM   | MoDem | UDI  | LR    | DVD   | UPR  | DLF  | FN    | EXD   | REG  | Otros |     |   |   |      |
| ------------------------------------------------------------------ | ----------------------------- | --------------- | ----- | -------------------- | --------- | --------- | --------- | ----- | ---- | ----- | ---- | ---- | ----- | ----- | ---- | ----- | ----- | ---- | ---- | ----- | ----- | ---- | ----- | --- | - | - | ---- |
| Fuente                                                             | Fecha                         | Tamaño muestral | Ipsos | 7–8 de junio de 2017 | 1,112     | 1%        | 1%        | 11.5% | –    | 2%    | –    | 3%   | 8%    | 8%    | 8%   | 31.5% | 31.5% | 22%  | 22%  | 22%   | –     | 1.5% | Otros | 17% | – | – | 2.5% |
| Harris                                                             | 6–8 de junio de 2017          | 931             | 1%    | 1%                   | 12%       | –         | 3%        | 3%    | 3%   | 7%    | 7%   | 1%   | 30%   | 30%   | 19%  | 19%   | 2%    | –    | 1%   | 17%   | 1%    | 3%   | 3%    |     |   |   |      |
| OpinionWay                                                         | 6–8 de junio de 2017          | 3,080           | 1%    | 1%                   | 12%       | –         | 3%        | 3%    | 3%   | 7%    | 7%   | 1%   | 30%   | 30%   | 21%  | 21%   | 2%    | –    | –    | 18%   | –     | –    | 2%    |     |   |   |      |
| Ifop-Fiducial                                                      | 6–8 de junio de 2017          | 1,003           | 0.5%  | 0.5%                 | 11%       | –         | 3%        | –     | 3.5% | 8%    | –    | 1%   | 30%   | 30%   | 20%  | 20%   | 2%    | –    | 1.5% | 18%   | –     | –    | 1.5%  |     |   |   |      |
| Elabe                                                              | 5–8 de junio de 2017          | 1,918           | 0.5%  | 0.5%                 | 11%       | –         | 2%        | –     | 3%   | 9%    | 9%   | 9%   | 29%   | 29%   | 23%  | 23%   | 23%   | –    | 2%   | 17%   | –     | –    | 3.5%  |     |   |   |      |
| BVA Archivado el 2 de julio de 2017 en Wayback Machine.            | 2–5 de junio de 2017          | 4,772           | 1%    | 1%                   | 12.5%     | –         | 2%        | –     | 3%   | 8%    | 8%   | 1%   | 30%   | 30%   | 20%  | 20%   | 1.5%  | –    | 2%   | 18%   | –     | –    | 1%    |     |   |   |      |
| Ipsos                                                              | 2–4 de junio de 2017          | 1,126           | 1%    | 1%                   | 12.5%     | –         | 2%        | –     | 2.5% | 8.5%  | 8.5% | 8.5% | 29.5% | 29.5% | 23%  | 23%   | 23%   | –    | 1.5% | 17%   | –     | –    | 2.5%  |     |   |   |      |
| Odoxa                                                              | 31 de mayo–1 de junio de 2017 | 697             | 1%    | 1%                   | 11%       | –         | 3%        | –     | 3%   | 8%    | –    | –    | 33%   | 33%   | 19%  | 19%   | –     | –    | 2.5% | 18%   | –     | –    | 1.5%  |     |   |   |      |
| Harris                                                             | 30 de mayo–1 de junio de 2017 | 885             | 2%    | 2%                   | 11%       | –         | 2%        | 3%    | 3%   | 8%    | 8%   | 1%   | 31%   | 31%   | 20%  | 20%   | 2%    | –    | 2%   | 18%   | <0.5% | 2%   | 2%    |     |   |   |      |
| OpinionWay                                                         | 30 de mayo–1 de junio de 2017 | 1,940           | 1%    | 1%                   | 13%       | –         | 3%        | 2%    | 9%   | 9%    | 9%   | 1%   | 29%   | –     | 20%  | 20%   | 2%    | –    | –    | 18%   | –     | –    | 2%    |     |   |   |      |
| Ipsos                                                              | 27–30 de mayo de 2017         | 8,778           | 0.5%  | 0.5%                 | 11.5%     | –         | 2%        | –     | 3%   | 8.5%  | 8.5% | 8.5% | 31%   | 31%   | 22%  | 22%   | 22%   | –    | 2%   | 18%   | –     | –    | 1.5%  |     |   |   |      |
| Ipsos                                                              | 26–28 de mayo de 2017         | 1,127           | 0.5%  | 0.5%                 | 11.5%     | –         | 2%        | –     | 3%   | 9%    | 9%   | 9%   | 29.5% | 29.5% | 22%  | 22%   | 22%   | –    | 2.5% | 18%   | –     | –    | 2%    |     |   |   |      |
| Kantar Sofres Archivado el 3 de junio de 2017 en Wayback Machine.  | 24–28 de mayo de 2017         | 2,022           | 1%    | 1%                   | 12%       | 12%       | 2%        | –     | 3.5% | 8%    | 8%   | 1%   | 31%   | –     | 18%  | 18%   | 1.5%  | 0.5% | 2.5% | 17%   | –     | –    | 2%    |     |   |   |      |
| Harris Archivado el 18 de julio de 2017 en Wayback Machine.        | 23–26 de mayo de 2017         | 905             | 2%    | 2%                   | 14%       | –         | 2%        | –     | 3%   | 7%    | 7%   | –    | 31%   | 31%   | 18%  | 18%   | –     | –    | 3%   | 19%   | –     | –    | 1%    |     |   |   |      |
| OpinionWay                                                         | 23–24 de mayo de 2017         | 2,103           | 1%    | 1%                   | 15%       | –         | 2%        | –     | 10%  | 10%   | 10%  | –    | 28%   | –     | 20%  | 20%   | 2%    | –    | –    | 19%   | –     | –    | 3%    |     |   |   |      |
| Elabe                                                              | 23–24 de mayo de 2017         | 1,011           | 0.5%  | 0.5%                 | 12%       | –         | 2%        | –     | 2.5% | 6.5%  | 6.5% | –    | 33%   | 33%   | 20%  | 20%   | –     | –    | 1.5% | 19%   | –     | –    | 3%    |     |   |   |      |
| Ifop-Fiducial                                                      | 18–19 de mayo de 2017         | 950             | 0.5%  | 0.5%                 | 15%       | –         | 1.5       | –     | 2.7% | 7%    | –    | –    | 31%   | 31%   | 19%  | 19%   | –     | –    | 2.5% | 18%   | –     | –    | 3%    |     |   |   |      |
| Harris                                                             | 16–18 de mayo de 2017         | 940             | 1%    | 1%                   | 16%       | –         | 2%        | –     | 3%   | 6%    | 6%   | –    | 32%   | 32%   | 18%  | 18%   | –     | –    | 3%   | 19%   | –     | –    | –     |     |   |   |      |
| OpinionWay                                                         | 16–18 de mayo de 2017         | 1,997           | 1%    | 1%                   | 14%       | –         | 2%        | –     | 11%  | 11%   | 11%  | –    | 27%   | –     | 20%  | 20%   | 2%    | –    | –    | 20%   | –     | –    | 3%    |     |   |   |      |
| Harris                                                             | 15–17 de mayo de 2017         | 4,598           | 1%    | 1%                   | 15%       | –         | 2%        | –     | 3%   | 6%    | 6%   | –    | 32%   | 32%   | 19%  | 19%   | –     | –    | 3%   | 19%   | –     | –    | –     |     |   |   |      |
| Harris                                                             | 9–11 de mayo de 2017          | 941             | 2%    | 2%                   | 14%       | –         | 2%        | –     | 3%   | 7%    | 7%   | –    | 29%   | 29%   | 20%  | 20%   | –     | –    | 3%   | 20%   | –     | –    | –     |     |   |   |      |
| Harris                                                             | 7 de mayo de 2017             | 2,376           | 1%    | 1%                   | 13%       | –         | 2%        | –     | 3%   | 8%    | 8%   | –    | 26%   | 26%   | 22%  | 22%   | –     | –    | 3%   | 22%   | –     | –    | –     |     |   |   |      |
| Kantar Sofres Archivado el 9 de agosto de 2020 en Wayback Machine. | 4–5 de mayo de 2017           | 1,507           | 2%    | 2%                   | 15%       | 15%       | 1%        | –     | 3.5% | 9%    | –    | –    | 24%   | 24%   | 22%  | 22%   | –     | –    | 2.5% | 21%   | –     | –    | –     |     |   |   |      |
| Ifop-Fiducial                                                      | 4–5 de mayo de 2017           | 1,405           | 1%    | 1%                   | 16%       | –         | 2%        | –     | 3%   | 9%    | –    | –    | 22%   | –     | 2.5% | 20%   | –     | –    | –    | 20%   | –     | –    | 3%    |     |   |   |      |
| OpinionWay                                                         | 24 Abr–1 de mayo de 2017      | 5,032           | 1%    | 1%                   | 10%       | 10%       | 10%       | –     | 13%  | 13%   | –    | –    | 26%   | –     | 24%  | 24%   | 3%    | –    | –    | 19%   | –     | –    | 4%    |     |   |   |      |
|                                                                    |                               |                 |       |                      |           |           |           |       |      |       |      |      |       |       |      |       |       |      |      |       |       |      |       |     |   |   |      |
| Elección anterior                                                  | 10 de junio de 2012           | —               | 0.5%  | 0.3%                 | 6.9% (FG) | 6.9% (FG) | 6.9% (FG) | 1.0%  | 5.5% | 29.4% | 1.7% | 3.4% | –     | 1.8%  | 4.0% | 27.1% | 3.5%  | –    | 0.6% | 13.6% | 0.2%  | 0.6% | 5.1%  |     |   |   |      |
|                                                                    |                               |                 |       |                      |           |           |           |       |      |       |      |      |       |       |      |       |       |      |      |       |       |      |       |     |   |   |      |

### Proyección de escaños
| Encuesta | Fecha                         | Tamaño muestral | FI      | PCF                  | EELV  | PS    | PRG   | DVG   | REM     | MoDem   | UDI     | LR      | DVD     | DLF    | FN     | Otros  |      |      |      |
| --- | ----------------------------- | --------------- | ------- | -------------------- | ----- | ----- | ----- | ----- | ------- | ------- | ------- | ------- | ------- | ------ | ------ | ------ | ---- | ---- | ---- |
| Encuesta | Fecha                         | Tamaño muestral | Ipsos   | 7–8 de junio de 2017 | 1,112 | 11–21 | 11–21 | 22–32 | 22–32   | 22–32   | 22–32   | 397–427 | 397–427 | 95–115 | 95–115 | 95–115 | 5–15 | 5–15 | 5–10 |
| Harris | 6–8 de junio de 2017          | 931             | 15–25   | 15–25                | 20–30 | 20–30 | 20–30 | 20–30 | 360–390 | 360–390 | 125–140 | 125–140 | 125–140 | 8–18   | 8–18   | 7–9    |      |      |      |
| OpinionWay | 6–8 de junio de 2017          | 3,080           | 12–22   | 12–22                | 15–25 | 15–25 | 15–25 | 15–25 | 370–400 | 370–400 | 120–150 | 120–150 | 120–150 | 8–18   | 8–18   | 5–10   |      |      |      |
| Ipsos | 2–4 de junio de 2017          | 1,126           | 12–22   | 12–22                | 25–35 | 25–35 | 25–35 | 25–35 | 385–415 | 385–415 | 105–125 | 105–125 | 105–125 | 5–15   | 5–15   | 3–7    |      |      |      |
| Odoxa | 31 de mayo–1 de junio de 2017 | 697             | 15–25   | 15–25                | 25–35 | 25–35 | 25–35 | 25–35 | 350–390 | 350–390 | 120–190 | 120–190 | 120–190 | 5–15   | 5–15   | 5–10   |      |      |      |
| Harris | 30 de mayo–1 de junio de 2017 | 885             | 15–25   | 15–25                | 30–44 | 30–44 | 30–44 | 30–44 | 330–360 | 330–360 | 135–150 | 135–150 | 135–150 | 8–22   | 8–22   | 7–9    |      |      |      |
| OpinionWay | 30 de mayo–1 de junio de 2017 | 1,940           | 24–31   | 24–31                | 20–35 | 20–35 | 20–35 | 20–35 | 335–355 | 335–355 | 145–165 | 145–165 | 145–165 | 7–17   | 7–17   | 5–10   |      |      |      |
| Kantar Sofres Archivado el 3 de junio de 2017 en Wayback Machine. | 27–30 de mayo de 2017         | 8,778           | 10–20   | 10–20                | 25–35 | 25–35 | 25–35 | 25–35 | 395–425 | 395–425 | 95–115  | 95–115  | 95–115  | 5–15   | 5–15   | 5–10   |      |      |      |
| Kantar Sofres Archivado el 3 de junio de 2017 en Wayback Machine. | 24–28 de mayo de 2017         | 2,022           | 20–30   | 20–30                | 40–50 | 40–50 | 40–50 | 40–50 | 320–350 | 320–350 | 140–155 | 140–155 | 140–155 | 10–15  | 10–15  | 5–10   |      |      |      |
| OpinionWay* | 23–24 de mayo de 2017         | 2,103           | 25–30   | 25–30                | 25–30 | 25–30 | 25–30 | 25–30 | 310–330 | 310–330 | 140–160 | 140–160 | 140–160 | 10–15  | 10–15  | –      |      |      |      |
| OpinionWay* | 16–18 de mayo de 2017         | 1,997           | 20–25   | 20–25                | 40–50 | 40–50 | 40–50 | 40–50 | 280–300 | 280–300 | 150–170 | 150–170 | 150–170 | 10–15  | 10–15  | –      |      |      |      |
| OpinionWay* | 24 de abril–1 de mayo de 2017 | 5,032           | 6–8     | 6–8                  | 28–43 | 28–43 | 28–43 | 28–43 | 249–286 | 249–286 | 200–210 | 200–210 | 200–210 | 15–25  | 15–25  | –      |      |      |      |
| |                               |                 |         |                      |       |       |       |       |         |         |         |         |         |        |        |        |      |      |      |
| Elección anterior | 10 de junio de 2012           | —               | 15 (FG) | 15 (FG)              | 17    | 280   | 12    | 22    | –       | 2       | 20      | 194     | 13      | 2      | 2      | 5      |      |      |      |
| |                               |                 |         |                      |       |       |       |       |         |         |         |         |         |        |        |        |      |      |      |
| * para 535 de 577 distritos (sólo Francia metropolitana; excluye Córcega y territorios de ultramar y residentes); Véase la noticia de la comisión francesa de encuestas |                               |                 |         |                      |       |       |       |       |         |         |         |         |         |        |        |        |      |      |      |

## Resultados

### Primera vuelta
La primera vuelta de las legislativas francesas de 2017 registró un récord histórico en abstención, siendo la elección legislativa con la mayor abstención en primera vuelta en la historia de la 5.ª República, con más de 51 % de inasistencia electoral. La coalición electoral liderada por LRM consiguió el primer lugar en votos con 32 % de apoyo popular, consiguiendo el partido y varios de sus aliados el primer lugar en votos en 390 circuitos electorales, consiguiendo clasificar para la segunda vuelta 447 candidatos, mientras que los principales aliados del bloque presidencial, el centrista MoDem obtuvo la victoria en 51 circuitos y clasificó para la segunda vuelta a 61 candidatos, siendo el mejor resultado electoral en la historia de dicho partido en palabras de su líder François Bayrou, para un total de 508 candidaturas del bloque oficialista Centro-Liberal para el balotaje del 18 de junio, un 88% de los curules en pugna.
El gaullista LR cotizó la segunda preferencia en votos con 22% del sufragio, clasificando a 263 candidatos al balotaje, aunque con apenas 49 circuitos en los que consiguieran la primera clasificación, mientras que sus principales aliados, la coalición UDI ganaron en 12 circuitos y clasificaron a 35 candidatos, para un total de 298 candidatos (51% de los curules en disputa) aspirando al balotaje por el bloque de centro-derecha. Sus principales rivales históricos, los socialdemócratas del PS, quienes hasta dicha elección ostentaban la mayoría absoluta del parlamento, sufrieron la que los analistas califican como la mayor derrota de entre los grandes bloques políticos del país y el peor resultado electoral de dicho partido en su historia, al solo concentrar junto a sus aliados el 9,6% de los votos y ganar en tan solo 11 circuitos.
Aunque los socialistas y sus aliados el PRG clasificaron a 63 candidatos a la segunda vuelta (11% de las candidaturas en disputa), varias de dichas candidaturas clasificaron bajo el respaldo del bloque macronista, por lo que se espera que en caso de ganar se integren a la mayoría legislativa presidencial, y muchos analistas dudan que el PS pueda formar su propio grupo legislativo en la Asamblea. Varias altas personalidades del PS como su secretario general Jean-Christophe Cambadélis y su candidato presidencial Benoit Hamon, así como decenas de exministros fueron eliminados en primera vuelta. Cambadélis, cuya dimisión fue pedida por miembros de su partido, calificó los resultados como "un retroceso sin precedentes para la izquierda".
El partido de extrema-derecha y segundo en la presidenciales el FN sufrió un fuerte golpe a sus expectativas al solo ganar en 20 circuitos, incluido el de su líder Marine Le Pen, siendo derrotados en varios de sus bastiones históricos, y solo clasificaron al balotaje 120 candidatos a pesar de concentrar el tercer lugar en votos nacionales con 13,2% del sufragio. Algunos de sus grandes líderes como su secretario general Nicolas Bay no clasificaron a la 2.ª vuelta, y la dirección del partido responsabilizó de los malos resultados a la abstención.  La principal formación de la extrema-izquierda, la FI clasificaron a 65 candidatos para el balotaje, pero solo 3 de ellos fueron los más votados de sus circuitos, entre ellos su líder Jean-Luc Mélenchon.
A pesar de sus relativamente buenos resultados, el líder de campaña legislativa de LR François Baroin lamentó los altos niveles de abstención y llamó a su partido a intensificar su movilización para el balotaje para "equilibrar" los poderes públicos. Mélenchon por su parte declaró que la abstención deslegitimaba las posibles reformas que a su juicio emprendería el partido de Macron en temas laborales y ambientales y llamó a impedir que LRM alcanzara la mayoría absoluta en la segunda vuelta. Por su parte Marine Le Pen aseguró que la enorme abstención representaba una "catástrofe" para el sistema electoral francés, que, a su juicio, impedía la representación de parte del electorado.
Los resultados fueron celebrados por el gobierno presidido por Macron, entre ellos el primer ministro Edouard Philippe para quien los resultados reflejaban un fuerte mensaje del pueblo francés, mientras que figuras internacionales como la Canciller de Alemania Angela Merkel y el Presidente del Gobierno de España Mariano Rajoy comunicaron sus felicitaciones al presidente Macron por la victoria de su partido.

### Síntesis de resultados
| Partidos y coaliciones electorales | Partidos y coaliciones electorales       | Partidos y coaliciones electorales | Partidos y coaliciones electorales | Primera vuelta | Primera vuelta | Primera vuelta | Segunda vuelta | Segunda vuelta | Segunda vuelta | Total   | Total  | Total |
| Partidos y coaliciones electorales | Partidos y coaliciones electorales       | Partidos y coaliciones electorales | Partidos y coaliciones electorales | Votos          | %              | Escaños        | Votos          | %              | Escaños        | Escaños | %      |       |
| ---------------------------------- | ---------------------------------------- | ---------------------------------- | ---------------------------------- | -------------- | -------------- | -------------- | -------------- | -------------- | -------------- | ------- | ------ | ----- |
|                                    |                                          | La República En Marcha             | REM                                | 6,390,797      | 28.21          | 2              | 7,826,432      | 43.06          | 306            | 308     | 53.38  |       |
|                                    | Movimiento Demócrata                     | MoDem                              | 932,229                            | 4.11           | 0              | 1,100,790      | 6.06           | 42             | 42             | 7.28    |        |       |
| Mayoría presidencial (centro)      | Mayoría presidencial (centro)            | Mayoría presidencial (centro)      | Mayoría presidencial (centro)      | 7,323,026      | 32.32          | 2              | 8,927,222      | 49.12          | 348            | 350     | 60.66  |       |
|                                    |                                          | Los Republicanos                   | LR                                 | 3,573,366      | 15.77          | 0              | 4,040,016      | 22.23          | 112            | 112     | 19.58  |       |
|                                    | Unión de los Demócratas e Independientes | UDI                                | 687,219                            | 3.03           | 1              | 551,760        | 3.04           | 17             | 18             | 3.12    |        |       |
|                                    | Derecha diversa                          | DVD                                | 625,395                            | 2.76           | 0              | 306,240        | 1.68           | 6              | 6              | 1.04    |        |       |
| Derecha parlamentaria              | Derecha parlamentaria                    | Derecha parlamentaria              | Derecha parlamentaria              | 4,885,980      | 21.57          | 1              | 4,898,016      | 26.95          | 135            | 136     | 23.74  |       |
|                                    |                                          | Partido Socialista                 | PS                                 | 1,685,773      | 7.44           | 0              | 1,032,985      | 5.68           | 30             | 30      | 5.03   |       |
|                                    | Izquierda diversa                        | DVG                                | 362,328                            | 1.60           | 1              | 263,619        | 1.45           | 11             | 12             | 2.08    |        |       |
|                                    | Partido Radical de Izquierda             | PRG                                | 106,287                            | 0.47           | 0              | 64,860         | 0.36           | 3              | 3              | 0.52    |        |       |
| Izquierda parlamentaria            | Izquierda parlamentaria                  | Izquierda parlamentaria            | Izquierda parlamentaria            | 2,154,388      | 9.51           | 1              | 1,361,464      | 7.49           | 44             | 45      | 7.63   |       |
|                                    | Francia Insumisa                         | Francia Insumisa                   | FI                                 | 2,497,661      | 11.02          | 0              | 883,786        | 4.86           | 17             | 17      | 2.95   |       |
|                                    | Partido Comunista Francés                | Partido Comunista Francés          | PCF                                | 615,503        | 2.72           | 0              | 217,833        | 1.20           | 10             | 10      | 1.73   |       |
|                                    | Frente Nacional                          | Frente Nacional                    | FN                                 | 2,990,592      | 13.20          | 0              | 1,590,858      | 8.75           | 8              | 8       | 1.39   |       |
|                                    | Regionalistas                            | Regionalistas                      | REG                                | 204,078        | 0.90           | 0              | 137,453        | 0.76           | 5              | 5       | 0.87   |       |
|                                    | Otros                                    | Otros                              | DIV                                | 351,575        | 1,54           | 0              | 100,574        | 0.55           | 3              | 3       | 0.52   |       |
|                                    | Europa Ecología Los Verdes               | Europa Ecología Los Verdes         | EELV                               | 973,739        | 4.30           | 0              | 23,197         | 0.13           | 1              | 1       | 0.17   |       |
|                                    | Extrema derecha diversa                  | Extrema derecha diversa            | EXD                                | 68,319         | 0.30           | 0              | 19,030         | 0.10           | 1              | 1       | 0.17   |       |
|                                    | Debout la France                         | Debout la France                   | DLF                                | 265,433        | 1.17           | 0              | 17,344         | 0.10           | 1              | 1       | 0.17   |       |
|                                    | Extrema izquierda diversa                | Extrema izquierda diversa          | EXG                                | 175,387        | 0.77           | 0              | —              | —              | —              | 0       | 0.00   |       |
|                                    | Unión Popular Republicana                | Unión Popular Republicana          | UPR                                | 148,734        | 0.67           | 0              | —              | —              | —              | 0       | 0.00   |       |
|                                    |                                          |                                    |                                    |                |                |                |                |                |                |         |        |       |
| Total                              | Total                                    | Total                              | Total                              | 22,654,564     | 100.00         | 4              | 18,176,777     | 100.00         | 573            | 577     | 100.00 |       |
|                                    |                                          |                                    |                                    |                |                |                |                |                |                |         |        |       |
| Votos válidos                      | Votos válidos                            | Votos válidos                      | Votos válidos                      | 22,654,564     | 97.77          |                | 18,176,777     | 90.13          |                |         |        |       |
| Votos en blanco                    | Votos en blanco                          | Votos en blanco                    | Votos en blanco                    | 354,391        | 1.53           | 1,397,496      | 6.93           |                |                |         |        |       |
| Votos nulos                        | Votos nulos                              | Votos nulos                        | Votos nulos                        | 161,263        | 0.70           | 593,159        | 2.94           |                |                |         |        |       |
| Participación                      | Participación                            | Participación                      | Participación                      | 23,170,218     | 48.71          | 20,167,432     | 42.64          |                |                |         |        |       |
| Abstenciones                       | Abstenciones                             | Abstenciones                       | Abstenciones                       | 24,401,132     | 51.29          | 27,125,535     | 57.36          |                |                |         |        |       |
| Votantes registrados               | Votantes registrados                     | Votantes registrados               | Votantes registrados               | 47,571,350     |                | 47,292,967     |                |                |                |         |        |       |
|                                    |                                          |                                    |                                    |                |                |                |                |                |                |         |        |       |
| Fuente: Ministerio del Interior    |                                          |                                    |                                    |                |                |                |                |                |                |         |        |       |